# Viện Sức khỏe Nhi khoa
Viện Sức khỏe Nhi khoa(tiếng Ba Lan: Instytut "Pomnik - Centrum Zdrowia Dziecka", nghĩa đen là "Viện Trung tâm Tưởng niệm Sức khỏe Trẻ em"; CMHI hoặc CZD) là viện chăm sóc sức khỏe nhi khoa lớn nhất và được trang bị tốt nhất ở Ba Lan. Nằm ở Vác-sa-va và trực tiếp trực thuộc Bộ Y tế của Ba Lan, đây cũng là một trong những bệnh viện giảng dạy hàng đầu ở Ba Lan.
Trung tâm có khoảng 2.000 bác sĩ và nhân viên, bao gồm 17 khu và 29 phòng khám ngoại trú dành riêng cho bệnh nhân. Viện hợp tác với các trường y hàng đầu của Ba Lan cũng như các tổ chức phi chính phủ, như Dàn nhạc từ thiện Giáng sinh. Vì nhiều trẻ em được điều trị ở đó cần điều trị lâu dài, Trung tâm cũng bao gồm một trường mầm non, một trường tiểu học, phòng tập thể dục và một trường trung học hàn lâm.

## Lịch sử
Vào ngày 20 tháng 6 năm 1965 Ewa Szelburg-Zarembina, một nhà văn nổi tiếng và là người sống sót sau thảm họa diệt chủng Holocaust, đã xuất bản một bài viết dài trên tờ Życie Warszawy của Vác-sa-va, trong đó bà đề nghị rằng việc tử vì đạo trong Thế chiến II và chủ nghĩa anh hùng của trẻ em nên được tôn vinh bằng một công trình tưởng niệm. 
 "Hãy để những đứa trẻ đau khổ và chết chỉ vì chúng là những đứa trẻ của vùng đất này, những đứa trẻ phải chịu đựng và chết vì chúng bảo vệ tự do và danh dự của quốc gia và nhà nước Ba Lan, và kho báu quan trọng nhất của nhân loại, hòa bình và công lý, hãy để chúng nhận được từ chúng ta, những người còn sống, một dấu hiệu của ký ức bất diệt. Hãy để chúng ta chứng kiến chủ nghĩa anh hùng và đau khổ của họ không chỉ là một phần nhỏ của những gì quốc gia tôn kính. Họ xứng đáng là một tượng đài bất diệt, riêng biệt và độc nhất trong trí nhớ của chúng tôi." 
 Chẳng bao lâu, lời kêu gọi của bà đã nhận được sự tán thành của cả xã hội, ngành y và cựu chiến binh Thế chiến 2, bao gồm Hội Nhi khoa Ba Lan, Hội Hướng đạo Ba Lan và Hiệp hội Chiến đấu vì Tự do và Dân chủ. Phó chủ tịch của tổ chức sau này, Seweryna Szmaglewska, bản thân bà cũng là một nhà văn nổi tiếng, đề nghị thay vì xây dựng một tượng đài điển hình, một bệnh viện tưởng niệm có thể được xây dựng để tưởng nhớ "cái chết anh hùng và sự tử vì đạo của trẻ em trong suốt lịch sử Ba Lan". Ý tưởng đã được đón nhận rộng rãi. Đến tháng 2 năm 1968, một địa điểm đã được chọn ở vùng ngoại ô Międzylesie của Vác-sa-va (từ đó được sáp nhập vào thành phố Vác-sa-va), sau đó là một địa điểm khá xa trong các khu rừng ở phía đông nam thủ đô Ba Lan, được biết đến với khí hậu trong lành. Ý tưởng là xây dựng một bệnh viện hiện đại, nơi trẻ em sẽ được chăm sóc toàn diện, hơn cả những điều trị y tế, một ý tưởng mới trong chăm sóc y tế Ba Lan đương đại. Bệnh viện ban đầu được đặt tên là "Pomnik-Szpital Centrum Zdrowia Dziecka", hay "Công trình tưởng niệm-Trung tâm bệnh viện vì sức khỏe trẻ em".
"Ủy ban dân sự về xây dựng Trung tâm y tế tưởng niệm trẻ em" được thành lập để giám sát chương trình gây quỹ giữa cả người Ba Lan bình thường và người di cư Ba Lan ở nước ngoài. Các tổ chức tương tự đã sớm được bắt đầu ở nhiều quốc gia trên thế giới để hỗ trợ nỗ lực này. Ngoài tiền, nhiều nhóm còn quyên góp các tác phẩm nghệ thuật và đồ trang sức để giúp gây quỹ, cũng như máy móc sẽ được lắp đặt tại trung tâm trong tương lai. Vào ngày 8 tháng 6 năm 1970, một dự án xây dựng của bệnh viện mới đã được chọn trong số hàng chục thiết kế được đệ trình. Kế hoạch chiến thắng được thiết kế bởi một nhóm do Jacek Bolechowski, Andrzej Bołtuć và Andrzej Zieliński lãnh đạo. Là một doanh nghiệp được xã hội tài trợ, bệnh viện đã bắt đầu hoạt động trước cả khi công trình được khởi công xây dựng: vào ngày 11 tháng 3 năm 1972, một nhóm binh sĩ trẻ em kỳ cựu đã bắt đầu quyên góp vào ngân hàng máu của trung tâm, đây là một trong những tổ chức đầu tiên như vậy ở Ba Lan. Một trong những người sáng lập ngân hàng máu, Đại tá Kazimierz Przingpełski (15 tuổi vào thời điểm ông tham gia cuộc nổi dậy Vác-sa-va với tư cách là một người chạy bộ)  nhận xét rằng "Trong Thế chiến II đã đổ rất nhiều máu, bao gồm cả máu của trẻ em và thanh thiếu niên. Ngày nay, chúng tôi nghĩ rằng, không cần phải đổ máu trên chiến trường, nhưng máu này vẫn cần thiết - để bảo vệ sự sống và sức khỏe của người khác ". Ngay sau đó việc xây dựng bắt đầu.

### Hoạt động

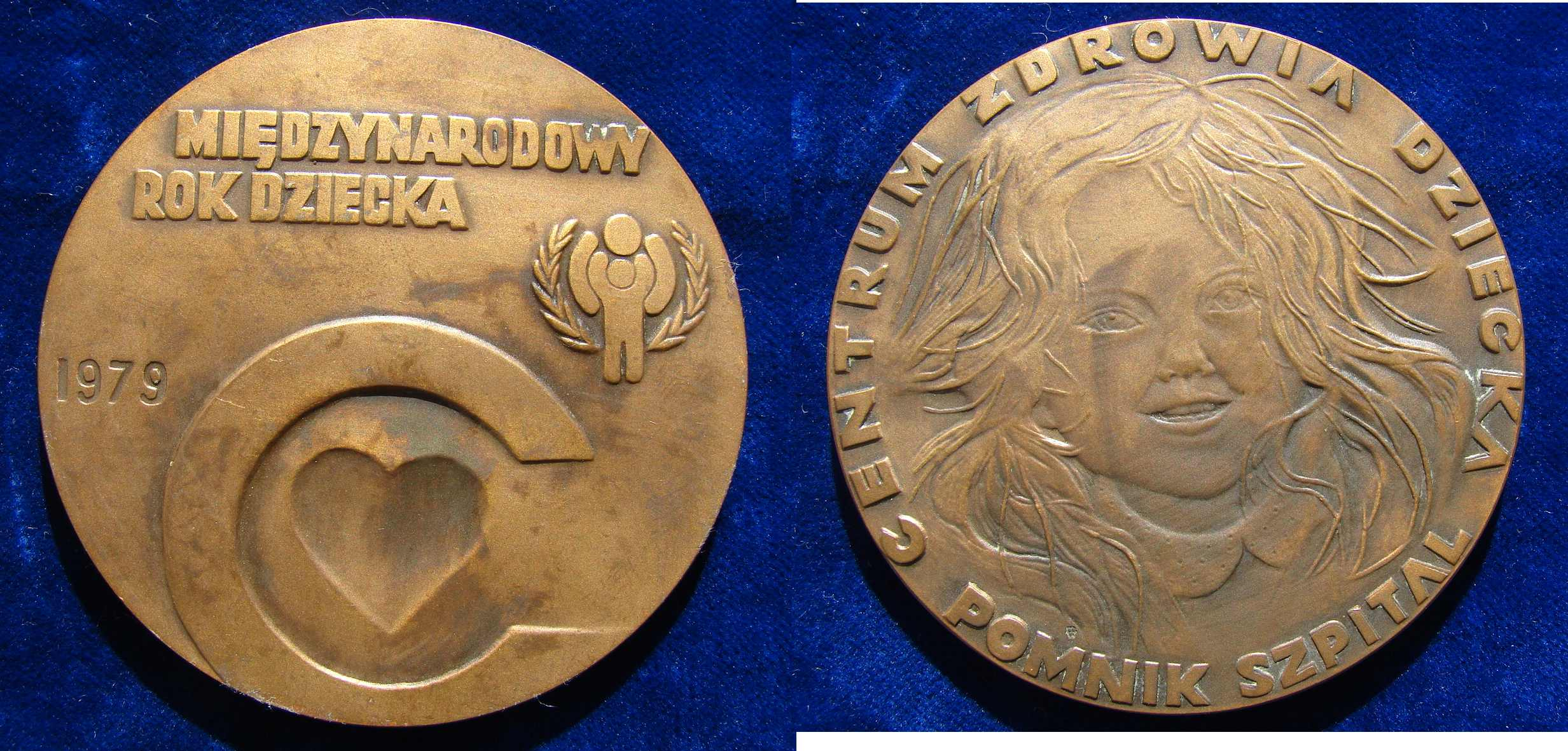
Ba Lan, 1979 Huân chương Năm quốc tế của trẻ em

Giai đoạn đầu tiên (ba khu nhà lớn: A, B và C) đã hoàn thành vào ngày 31 tháng 5, sẵn sàng cho Ngày Quốc tế Thiếu nhi ngày 1 tháng 6 năm 1977. Vào ngày 17 tháng 10 năm đó, những bệnh nhân đầu tiên được nhập viện. Trong năm năm, từ năm 1977 đến 1980, Trung tâm đã tiếp nhận 144.808 bệnh nhân nhỏ tuổi. Toàn bộ khu phức hợp, bao gồm bệnh viện 13 tầng, phòng mổ, trung tâm đào tạo và tổ hợp hành chính đã sẵn sàng đi vào hoạt động vào cuối năm 1979. Các tiện nghi bổ sung được xây dựng trong giai đoạn thứ ba, hoàn thành vào năm 1991.
Kể từ ngày 19 tháng 12 năm 1995, Trung tâm hoạt động như một viện nghiên cứu trực thuộc Bộ Y tế. Đây là một trong những trung tâm nghiên cứu và phát triển y tế hàng đầu ở Ba Lan.